# Comuna Boćki
Comuna Boćki este o comună (în poloneză: gmina) rurală în powiat Bielsk, voievodatul Podlasia, Polonia.
Comuna acoperă o suprafață de 232,06 km² și are, potrivit datelor din anul 2006, o populație de 56.